# Ceriporiopsis jensii
Ceriporiopsis jensii är en svampart som beskrevs av Læssøe & Ryvarden 2010. Ceriporiopsis jensii ingår i släktet Ceriporiopsis och familjen Phanerochaetaceae.   Inga underarter finns listade i Catalogue of Life.